# 奇米纳
奇米纳（義大利語：Ciminà），是意大利雷焦卡拉布里亞廣域市的一个市镇。总面积48平方公里，人口609人，人口密度12.7人/平方公里（2009年）。ISTAT代码为080026。